# Factor de forma (telèfons mòbils)
El format d'un telèfon mòbil ha tingut nombrosos canvis des de l'inicial Motorola DynaTAC, tant de tipus pràctic (interiorització d'antenes, reducció de la grandària de les bateries...) com a estètics, però poden agrupar-se en una sèrie de factors de forma

## Formats rígids

### Barra
Una barra (bar, slab, block en anglès), és un telèfon que pren la forma d'un ortoedre. Aquest factor de forma és àmpliament utilitzat per una varietat de fabricants, com Nokia i Sony Ericsson. Els telèfons mòbils tipus escombri tenen normalment la pantalla i el teclat tot en una cara. D'existir càmera principal, se situa principalment en l'oposada. El Samsung SPH-M620 és una variació única en oferir en una cara la típica interfície d'una barra i en l'oposada un reproductor d'àudio digital.

### Candybar
En els Estats Units va començar a utilitzar-se el terme candybar en disminuir la grandària dels telèfons escombri per la seva semblança amb una barreta de xocolata (trucades candy bar en anglès), i s'ha estès fins a ser un subformat i aplicar-se a qualsevol telèfon escombri de menys d'11 cm d'alt. S'ha intentat castellanitzar el terme referint-se a ells com a tipus xocolatina o barra de caramel, però no ha quallat el seu ús.

### Pissarra o Slate
Un telèfon mòbil tipus pissarra, més comunament anomenat slate és un subformat del format escombri que, com les tauletes té un mínim de botons, utilitzant en el seu lloc una pantalla tàctil resistiva o capacitativa i un teclat virtual en format QWERTY. Aquest format és molt utilitzat en telèfons intel·ligents de LG Electronics, Apple, HTC, Samsung Mobile, i Nokia.

### QWERTY
Encara que no hi ha un terme usat universalment per referir-se a ells, se solen cridar smartphone QWERTY als telèfons tipus escombri amb un teclat físic QWERTY situat sota la pantalla. Aquest format prové principalment de les PDAs amb teclat incorporat o connectable sobre part de la pantalla, principalment models Hewlett-Packard que es troben en el punt mitjà entre les PDAs i els smartphones. El primer telèfon purament smartphone que ho va incorporar va ser el BlackBerry 7230

## Formats articulats

### Clamshell
Un telèfon clamshell, petxina de cloïssa o flip consta de dues o més seccions que estan connectats per frontisses, la qual cosa permet que el telèfon es plegui amb la finalitat de ser més compacte. Quan s'obre, l'altaveu del telèfon i el micròfon es col·loca prop de l'orella de l'operador i la boca, millorant la usabilitat. Quan es tanca incorpora l'acte de penjar i en obrir-ho pot incorporar el de contestar (programable per evitar contestar cridades no desitjades). Aquests telèfons són molt populars per la seva facilitat per transportar-los fins i tot a la roba o la bossa, perquè el cos protegeix al teclat de pulsacions accidentals. Alguns models incorporen una pantalla secundària que permet veure detalls de l'equip estant tancat com a bateria, cobertura o identitat del que truca.
Motorola va ser una vegada titular d'una marca registrada (US trademark #2157939, cancel·lada el 26 de febrer de 2005) per al terme "flip phone", però ha esdevingut en marca vulgarizada i s'usa en anglès col·loquial més freqüentment que clamshell. Per contra en espanyol s'usa gairebé exclusivament clamshell o la versió castellanitzada petxina de cloïssa per referir-se al format.
Motorola és el creador del format, en llançar el Motorola StarTAC el 3 de gener de 1996 com a successor del Motorola MicroTAC, un semi-petxina molt popular en el seu moment. El StarTAC aconsegueix tal èxit que PC World ho situa en 2005 en el lloc 6 en el rànquing de Els 50 artefactes més grandiosos dels els últims 50 anys El StarTAC és el successor del MicroTAC, un cel·lular amb disseny semi-clamshell que va ser llançat en 1989. Molts models reeixits de Motorola adopten aquest format com els Motorola RAZR V3. En 2010, Motorola va presentar una opció diferent amb el smartphone Motorola Backflip. Quan està tancat, un costat és la pantalla i l'altre és un teclat QWERTY físic. La frontissa està en la vora llarga del telèfon en lloc d'en la vora curta, i quan s'obre, la pantalla està per sobre del teclat.

### Lliscant o Slider
Un telèfon lliscant (slider o slide en anglès) està compost en general per dos, però de vegades més, seccions que es llisquen una sobre una altra en carrils. La majoria dels telèfons lliscant té un segment de la pantalla on es troba l'altaveu utilitzat per a les trucades i la pantalla del telèfon, mentre que un altre segment conté el keypad o el teclat i es llisca cap a fora per al seu ús. L'objectiu d'utilitzar un factor de forma lliscant és permetre que l'usuari pugui usar un keypad o teclat físic complet, sense sacrificar la portabilitat, retraient aquests en el telèfon quan aquests no estan en ús.
El Siemens SL10 va ser un dels primers telèfons mòbils lliscants en 1999. Alguns telèfons tenen un deslliçador automàtic incorporat en el qual desplega el teclat, quan l'usuari comença l'acte de lliscar-ho. Alguns models únics tenen un control lliscant de 2 vies (segons es llisqui cap amunt o cap avall proporciona funcions diferents), com el Nokia N85 o el Nokia N95.
En una versió d'aquest factor de forma, la part lliscant que conté el teclat se situa de manera que la pantalla quedi sobre el teclat, operant en forma girada. El format de la part amb li teclat es dissenya sobretot per facilitar un accés més ràpid al teclat amb tots dos polzes. El Danger Hiptop i el Sony mylo són dos exemples principals.

### Giratori o Swivel
Un telèfon giratori està compost de diverses (normalment dues) segments, que giren un sobre l'altre prop d'un eix central. L'ús d'aquest factor de forma té objectius similars als lliscants, però aquest factor de forma s'utilitza menys extensament.

### Mixts
Alguns telèfons usen dos eixos, un de central i un altre lateral, com el Nokia N90.

## Maó (Brick)
Maó (Brick en anglès) és un terme usat en argot per referir-se als grans i obsolets telèfons mòbils. Aplicat inicialment als equips dissenyats amb un aparatós maletí que contenia la circuiteria de ràdio i les bateries i connectors per a l'automòbil, com el Motorola 4500X, es va estendre primer als equips similars al Motorola DynaTAC i després a equips més reduïts però amb una bateria aparatosa com el Motorola MicroTAC. Avui dia s'utilitza per designar a qualsevol model de telèfon, no importa el seu format, que ha quedat obsolet, fins i tot si es comercialitza per a vetes de mercat com a nens o persones majors.

## Galeria
- Evolució del format Barra en Nokia: Nokia 638 (19,06 cm d'alt), Nokia 2160 EFR (16,42 cm), Nokia 5160 (14,84 cm), Nokia 6070 (10,5 cm, un exemple típic de candybar)
- El iPhone 4S, exemple de Slate
- BlackBerry 7230 un smartphone QWERTY
- Motorola StarTAC el primer Clamshell
- BlackBerry Torch 9800 típic Slider
- Motorola Flipout, un telèfon swivel
- Nokia N93, un mòbil mixt
- Motorola 4500X, típic Maó